# Het Zwarte Album
Het Zwarte Album is het elfde album uit de stripreeks Orphanimo!!. Het album verscheen in augustus 2007.

## Verhaal
Na een lange reis komen Alice en de wezen eindelijk in de buurt van hun eiland. Maar vlak voor de kust blijkt een groot boorplatform te zijn. Op dit boorplatform zit de grote baas van Z-Oil, het bedrijf dat 30 jaar geleden olie loosde in zee, en waar JimJim en de F.O.T.O. bende op af gingen. Alice besluit aan boord te gaan om eindelijk eens verhaal te halen over Jimjims verdwijning.
Al snel blijken er op het platform dingen te gebeuren die het daglicht niet verdragen. De situatie wordt des te complexer wanneer ook Vallalkozo en Hanz arriveren.